# Helotiales
De Helotiales vormen een orde van de klasse der Leotiomycetes, behorend tot de subklasse Leotiomycetidae.

## Taxonomie
- Orde: Helotiales
  - Familie: Amicodiscaceae
  - Familie: Amorphothecaceae
  - Familie: Ascocorticiaceae
  - Familie: Arachnopezizaceae
  - Familie: Bloxamiaceae
  - Familie: Bulgariaceae
  - Familie: Bryoglossaceae
  - Familie: Calloriaceae
  - Familie: Cenangiaceae
  - Familie: Cordieritidaceae
  - Familie: Dermateaceae
  - Familie: Discinellaceae
  - Familie: Drepanopezizaceae
  - Familie: Erysiphaceae
  - Familie: Gelatinodiscaceae
  - Familie: Geoglossaceae
  - Familie: Godroniaceae
  - Familie: Helicogoniaceae
  - Familie: Helotiaceae
  - Familie: Hemiphacidiaceae
  - Familie: Hyaloscyphaceae
  - Familie: Hyphodiscaceae
  - Familie: Lachnaceae
  - Familie: Leotiaceae
  - Familie: Loramycetaceae
  - Familie: Mniaeciaceae
  - Familie: Mollisiaceae
  - Familie: Pezizellaceae
  - Familie: Phacidiaceae
  - Familie: Ploettnerulaceae
  - Familie: Rutstroemiaceae
  - Familie: Sclerotiniaceae
  - Familie: Solenopeziaceae
  - Familie: Tricladiaceae
  - Familie: Vibrisseaceae

Geslachten (incertae sedis): Algincola - Angelina - Apiculospora - Aquapoterium - Arboricolonus - Ascluella - Asterocalycella - Atrocybe - Belonioscyphella -Benguetia - Betulina - Bioscypha - Blastosporium - Bulgariella - Bulgariopsis - Cairneyella - Capillipes - Calycellinopsis - Capricola - Cashiella - Cejpia - Chimaeroscypha - Chlorospleniella - Chlorovibrissea - Chondroderris - Ciliella - Clathrosphaerina - Coleosperma - Colipila - Comesia - Connersia - Cornuntum - Coronellaria - Criserosphaeria - Crocicreas - Crumenella - Cryptocline - Cryptopezia - Cystotricha - Dactylaria - Dermateopsis - Dawsicola - Didonia - Didymascella - Discomycella - Endoconidium - Episclerotium - Erikssonopsis - Gloeopeziza - Godroniopsis - Gorgoniceps - Helotiella - Hemiglossum - Humicolopsis - Hymenobolus - Hysteronaevia - Hysteropezizella - Hysterostegiella - Involucroscypha - Jacobsonia - Korfia -Lasseria - Lemalis - Libartania - Livia - Malotium - Margaritispora - Masseea - Melanopeziza - Merodontis - Microdiscus - Mitrulinia - Monochaetiellopsis - Monostichella - Muscia - Mycosphaerangium - Obconicum - Orbiliopsis - Patellariopsis - Peltigeromyces - Pezolepis - Pezomela - Phacidiella - Phaeofabraea - Phragmonaevia - Podophacidium - Polydesmia - Populomyces - Potridiscus - Pseudolachnum - Pseudomitrula - Pseudopeltis - Pseudotapesia - Pseudotryblidium - Psilophana - Pteromyces - Pubigera - Rhizocalyx - Rhizocladosporium - Rommelaarsia - Roseodiscus -Sambucina - Sarcomyces - Scytalidium -Sclerocrana - Scutulopsis - Sinofavus - Sorokina - Sorokinella - Stamnaria -Stilbopeziza - Strossmayeria - Tetracladium - Themisia - Tovariella - Trichangium - Trichohelotium - Triposporium - Unguicularia - Urceolella - Woodiella - Waltonia - Xeromedulla - Zugazaea